# Xプレーン

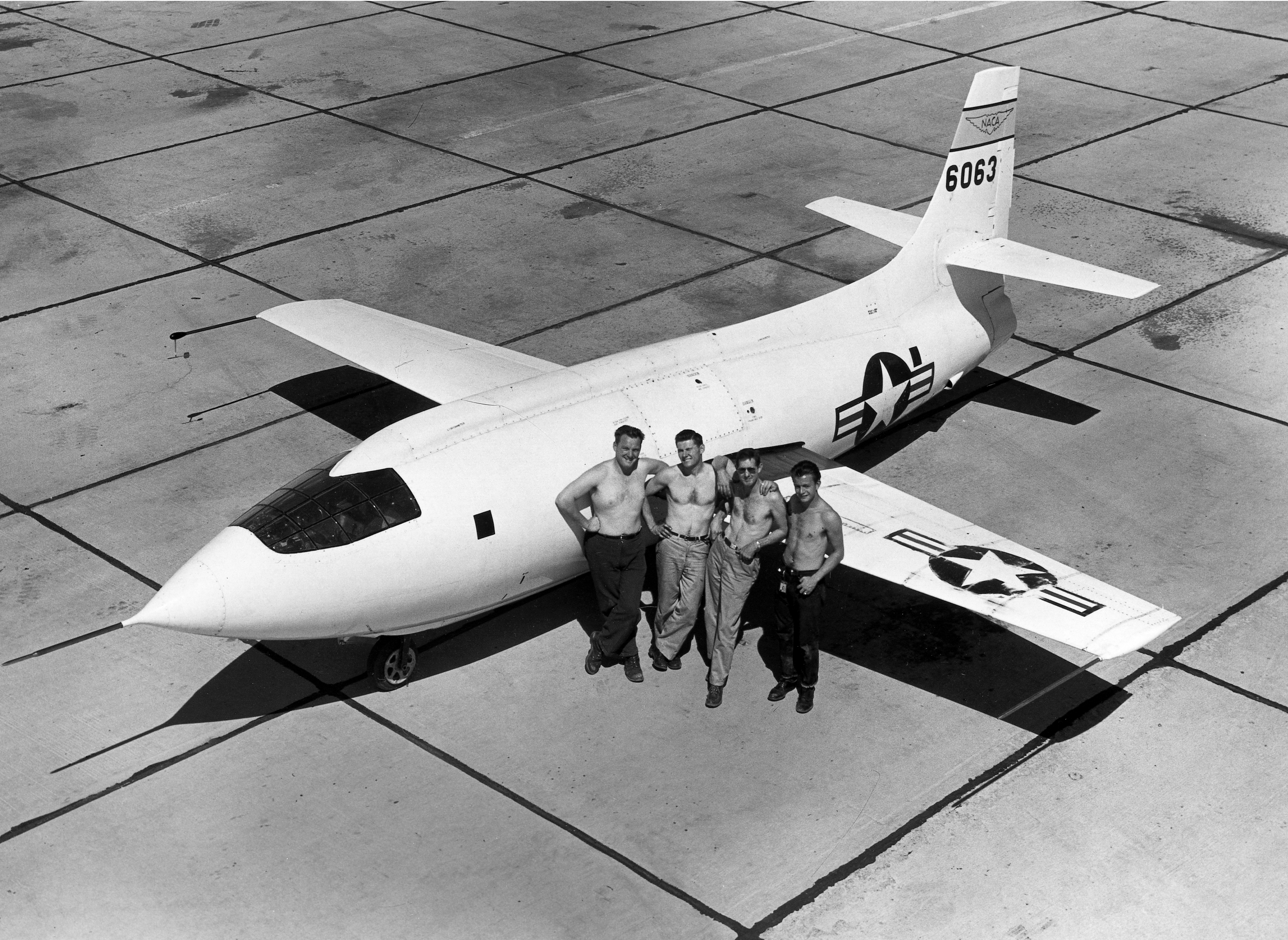
最初のXプレーン、ベルX-1

Xプレーンは、アメリカ合衆国が開発した実験機・記録機シリーズのこと。名称が実験機・記録機を意味するXで始められていることから、Xプレーン（X plane: planeは航空機の意）と呼ばれるようになった。その性格上、製造される航空機の性格は極めて多種にわたり、特異な外形や、世界記録を更新する優秀な性能を示すものが多いことで知られる。

## 概要
最初のXプレーンは、1946年に製作されたベルX-1である。これは、音速を突破するために造られた機体であった。これ以降もアメリカ航空宇宙局（NASA）、空軍、航空機メーカーを中心に開発されている。
高速性の追求においては大きな成果を挙げている。たとえば、水平飛行で初の音速突破を果たしたX-1の他、マッハ3を超えたX-2、有人航空機としては世界最速を記録したX-15などがある。
Xプレーンは2008年時点でもシリーズは続行されており、たわみ翼実験機のX-53が試験中である。尚、X-52については実験機の母機として使用されているNB-52との混同を避けるため欠番となっている。

## Xプレーンの一覧
※キャンセルされ、実際に飛行していないものもある。
| 名称                                        | 製造者 政府機関                                       | 画像                            | 初飛行                                         | 目的と備考                                                                 |
| ------------------------------------------- | ----------------------------------------------------- | ------------------------------- | ---------------------------------------------- | -------------------------------------------------------------------------- |
| ベル X-1                                    | ベル・エアクラフト USAF、NACA                         |                                 | 1946年1月19日                                  | 世界初の超音速機。                                                         |
| ベル X-2 スターバスター                     | ベル・エアクラフト USAF                               |                                 | 1952年6月27日                                  | 後退翼機。                                                                 |
| ダグラス X-3 スティレット                   | ダグラス・エアクラフト USAF、NACA                     |                                 | 1952年9月20日                                  | 超音速実験機。                                                             |
| ノースロップ X-4 バンタム                   | ノースロップ USAF、NACA                               |                                 | 1948年12月15日                                 | 無尾翼機。                                                                 |
| ベル X-5                                    | ベル・エアクラフト USAF、NACA                         |                                 | 1951年6月20日                                  | 可変後退翼機。                                                             |
| コンベア X-6                                | コンベア USAF、AEC                                    |                                 | 1953年開発中止                                 | 原子力推進機。 技術試験目的でNB-36Hは1957年まで飛行試験を行った。          |
| ロッキード X-7 "フライング・ストーブパイプ" | ロッキード 三軍共同                                   |                                 | 1951年4月                                      | ラムジェットミサイル。                                                     |
| エアロジェット・ジェネラル X-8 エアロビー   | エアロジェット NACA、USAF、USN                        |                                 | 1947年11月24日                                 | 観測ロケット。                                                             |
| ベル X-9 シュライク                         | ベル・エアクラフト USAF                               |                                 | 1949年4月28日                                  | ラスカルミサイル開発用空対地ミサイル試作機。                               |
| ノースアメリカン X-10                       | ノースアメリカン USAF                                 |                                 | 1953年10月14日                                 | ナバホミサイル試験用地対地ミサイル実証機。                                 |
| コンベア X-11                               | コンベア USAF                                         |                                 | 1954年開発中止                                 | アトラスロケット実験機。                                                   |
| コンベア X-12                               | コンベア USAF                                         |                                 | 1954年開発中止                                 | アトラスロケット実験機。                                                   |
| ライアン X-13 バーティジェット              | ライアン USAF、USN                                    |                                 | 1955年10月10日                                 | VTOLジェット機。                                                           |
| ベル X-14                                   | ベル・エアクラフト USAF、NASA                         |                                 | 1957年2月19日                                  | VTOL機。                                                                   |
| ノースアメリカン X-15                       | ノースアメリカン USAF、NASA                           |                                 | 1959年9月17日                                  | 高高度極超音速実験ロケット機。                                             |
| ベル X-16                                   | ベル・エアクラフト USAF                               |                                 | 1956年開発中止                                 | 高高度偵察機。                                                             |
| ロッキード X-17                             | ロッキード USAF、USN                                  |                                 | 1956年4月17日                                  | 高速大気圏再突入試験機。                                                   |
| ヒラー X-18                                 | ヒラー・エアクラフト USAF、USN                        |                                 | 1959年11月24日                                 | ティルトウィングSTOVL機。                                                  |
| カーチスライト X-19                         | カーチス・ライト 三軍共同                             |                                 | 1963年11月20日                                 | ティルトローターVTOL機。                                                   |
| ボーイング X-20 ダイナ・ソア                | ボーイング USAF                                       |                                 | 1963年計画中止                                 | 初期のスペースプレーン。                                                   |
| ノースロップ X-21                           | ノースロップ USAF                                     |                                 | 1963年4月18日                                  | 層流制御翼。                                                               |
| ベル X-22                                   | ベル・エアクラフト 三軍共同                           |                                 | 1966年3月17日                                  | ダクテッドファンV/STOL機。                                                 |
| マーティン・マリエッタ X-23 PRIME           | マーティン・マリエッタ USAF                           |                                 | 1966年12月21日                                 | リフティングボディ試験機。                                                 |
| マーティン・マリエッタ X-24                 | マーティン・マリエッタ USAF、NASA                     |                                 | 1969年4月17日                                  | リフティングボディ実験機。                                                 |
| ベンセン X-25                               | ベンセン・エアクラフト USAF                           |                                 | 1968年6月5日                                   | 航空機脱出用オートジャイロ。                                               |
| シュワイザー X-26 フリゲート                | シュワイザー・エアクラフト DARPA、US Army、USN        |                                 | 1967年                                         | テストパイロット養成用セイルプレーン。                                     |
| ロッキード X-27                             | ロッキード                                            |                                 | 計画中止                                       | 軽量戦闘機。                                                               |
| ペレイラ X-28 シースキマー                  | ジョージ・ペレイラ USN                                |                                 | 1970年8月12日                                  | 小型飛行艇。                                                               |
| グラマン X-29                               | グラマン DARPA、USAF、NASA                            |                                 | 1984年12月14日                                 | 前進翼実験機。                                                             |
| ロックウェル X-30 NASP                      | ロックウェル NASA、DARPA、USAF                        |                                 | 構想のみ                                       | スペースプレーン。                                                         |
| ロックウェル-MBB X-31                       | ロックウェル、MBB NASA、DARPA、USAF、USN、BdV         |                                 | 1990年10月11日                                 | 推力偏向研究機。                                                           |
| ボーイング X-32                             | ボーイング USAF、USN、RAF                             |                                 | 2000年9月18日                                  | 統合打撃戦闘機計画（JSF）試作実験機。                                      |
| ロッキード・マーティン X-33                 | ロッキード・マーティン NASA                           |                                 | 2001年開発中止                                 | 再使用型宇宙往還機（RLV）実証機。 ベンチャースター実証モデル。             |
| オービタル・サイエンシズ X-34               | オービタル・サイエンシズ NASA                         |                                 | 2001年開発中止                                 | RLV技術試験機。                                                            |
| ロッキード・マーティン X-35                 | ロッキード・マーティン USAF、USN、RAF                 |                                 | 2000年10月24日                                 | JSF試作実験機。 本機をベースにF-35が開発。                                 |
| マクドネル・ダグラス X-36                   | マクドネル・ダグラス/ボーイング NASA                  |                                 | 1997年5月17日                                  | 戦闘機機動研究機。                                                         |
| ボーイング X-37                             | ボーイング USAF、NASA                                 |                                 | 2006年4月7日(投下試験) 2010年4月22日(軌道飛行) | スペースプレーン。 フューチャーX パスファインダー（Future-X Pathfinder）。 |
| NASA X-38                                   | スケールド・コンポジッツ NASA                         |                                 | 1998年3月12日                                  | リフティングボディ、乗員帰還機実証機。                                     |
| X-39                                        | 不明 USAF                                             | 非公表                          | 開発中止                                       | 次世代航空技術強化計画 (Future Aircraft Technology Enhancements, FATE) 。  |
| ボーイング X-40                             | ボーイング USAF、NASA                                 |                                 | 1998年8月11日                                  | X-37の技術試験機。                                                         |
| X-41 Common Aero Vehicle                    | 不明 USAF                                             |                                 | 不明                                           | 軍事機密、スペースプレーン。                                               |
| X-42 Pop-Up Upper Stage                     | 不明 USAF                                             | 非公表                          | 開発中止                                       | 軍事機密、液体燃料使用使い捨て型ロケット。                                 |
| NASA X-43 ハイパーX                         | Micro Craft NASA                                      |                                 | 2001年6月2日                                   | 極超音速スクラムジェットエンジン試験機。                                   |
| ロッキード・マーティン X-44 MANTA           | ロッキード・マーティン USAF、NASA                     |                                 | 2000年開発中止                                 | 無尾翼機。                                                                 |
| ボーイング X-45                             | ボーイング ファントムワークス DARPA、USAF             |                                 | 2002年5月22日                                  | 無人戦闘攻撃機（UCAV）実証機。                                             |
| ボーイング X-46                             | ボーイング DARPA、USN                                 |                                 | 計画中止                                       | UCAV試験機。                                                               |
| ノースロップ・グラマン X-47A ペガサス       | ノースロップ・グラマン DARPA、USN                     |                                 | 2003年2月23日                                  | UCAV実証機。                                                               |
| ノースロップ・グラマン X-47B                | ノースロップ・グラマン DARPA、USN                     |                                 | 2011年2月4日                                   | UCAV実証機。                                                               |
| ボーイング X-48                             | ボーイング NASA                                       |                                 | 2007年7月20日                                  | ブレンデッドウィングボディ (BWB)を用いた全翼機。                           |
| パイアセッキ X-49 スピードホーク            | パイアセッキ・エアクラフト US Army                    |                                 | 2007年6月29日                                  | 複合ヘリコプター。                                                         |
| ボーイング X-50 ドラゴンフライ              | ボーイング DARPA                                      |                                 | 2003年11月24日                                 | カナード・ローター/ウィング (CRW)実験機。                                  |
| ボーイング X-51 ウェーブライダー            | ボーイング USAF                                       |                                 | 2010年5月26日                                  | スクラムジェットエンジン試験機。                                           |
| X-52                                        | NB-52との混同をさけるため欠番。                       | NB-52との混同をさけるため欠番。 | NB-52との混同をさけるため欠番。                | NB-52との混同をさけるため欠番。                                            |
| ボーイング X-53 Active Aeroelastic Wing     | ボーイング ファントムワークス NASA、USAF              |                                 | 2002年11月                                     | 能動空力弾性翼（Active Aeroelastic Wing, AAW）実験機。                     |
| ガルフストリーム X-54                       | ガルフストリーム・エアロスペース NASA                 | 開発中                          | 開発中                                         | ソニックブームと超音速輸送機研究・実証航空機。                             |
| ロッキード・マーティン X-55 ACCA            | ロッキード・マーティン スカンクワークス USAF          |                                 | 2009年6月2日                                   | 先進複合材輸送機（Advanced Composite Cargo Aircraft, ACCA）実証機。        |
| ロッキード・マーティン X-56                 | ロッキード・マーティン スカンクワークス USAF/NASA     |                                 | 2013年7月26日                                  | 高高度長時間滞空（High Altitude Long Endurance, HALE）実験機。             |
| NASA X-57 マクスウェル                      | ESAero NASA、USAF                                     |                                 | 開発中                                         | 電動航空機実験機。                                                         |
| クラトス XQ-58 ヴァルキリー                 | クラトスディフェンス＆セキュリティソリューション USAF |                                 | 2019年3月5日                                   | ステルス無人戦闘航空機（UCAV）。有人機を母機とする編隊運用。               |
| ロッキード・マーティン X-59                 | ロッキード・マーティン NASA                           |                                 | 開発中                                         | 超音速機実験機。                                                           |
| ジェネレーションオービット X-60             | ジェネレーション・オービット・ローンチ・サービス AFRL |                                 | 開発中                                         | 空中発射単段弾道ロケット。                                                 |
| ダイネティクス X-61 グレムリン              | ダイネティクス DARPA                                  |                                 | 2020年1月17日                                  | 無人航空機実験機。                                                         |
| ジェネラルダイナミクス X-62 VISTA           | ジェネラルダイナミクス、カルスパン USAF               |                                 | 1992年4月                                      | 多軸推力偏向（MATV）実験機。                                               |
| X-63                                        | ABL スペース・システムズ AFRL                         |                                 | 2023年                                         | RS1に基づくモジュール式リニアエアロスパイクエンジン実験機。                |
| X-64                                        | Invocon Inc. AFRL                                     |                                 | 開発中                                         | モジュール式リニアエアロスパイクエンジン実験機。                           |
| X-65 CRANE                                  | オーロラ・フライト・サイエンス DARPA                  |                                 | 2025年 (予定)                                  | ノベルエフェクターによる機体制御実験機。                                   |
| ボーイング X-66                             | ボーイング NASA                                       |                                 | 2028年 (予定)                                  | 遷音速トラス支持翼実証機。                                                 |